# Rena D’Souza

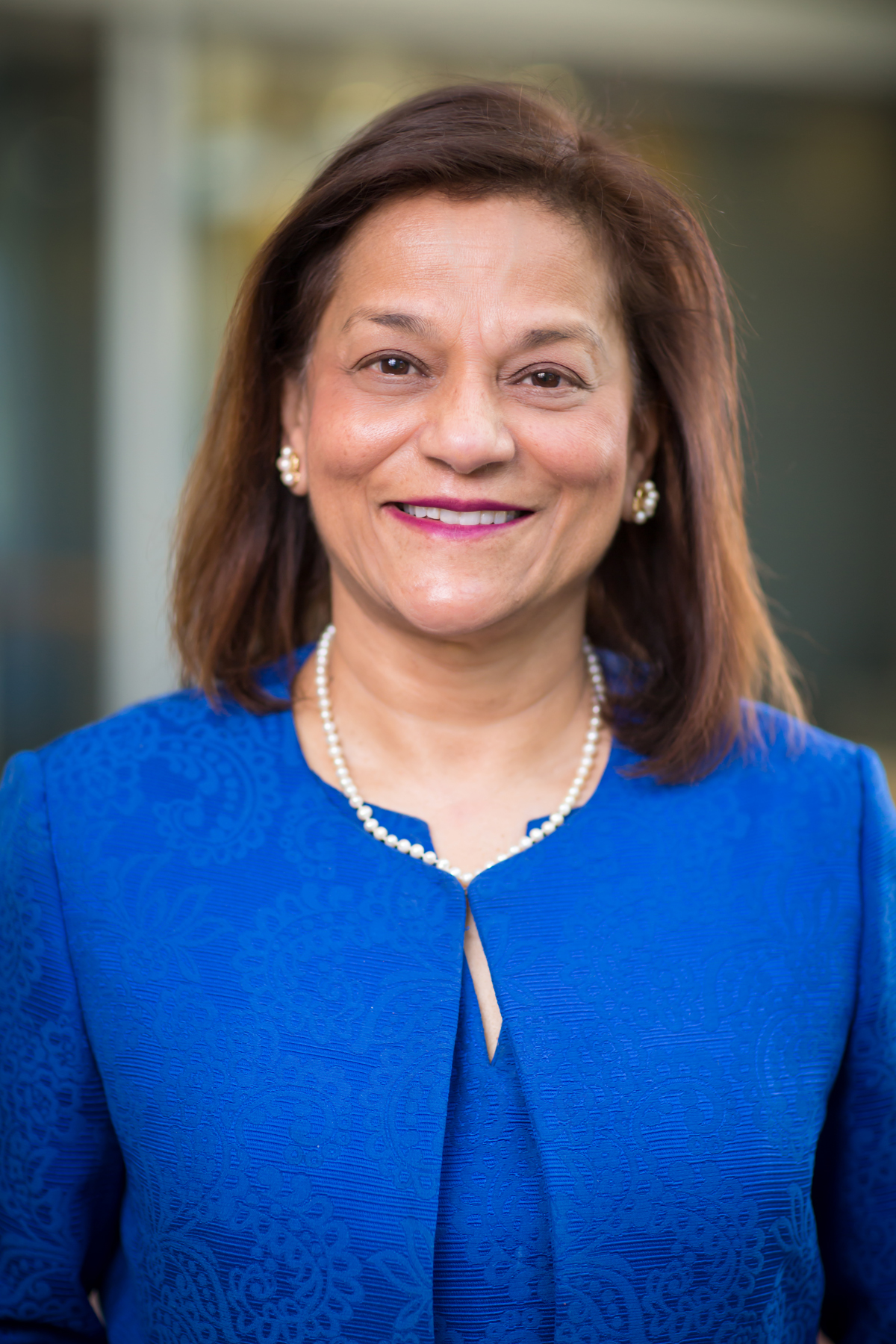
Rena D’Souza, 2020

Rena D’Souza (* 22. Januar 1955 in Bombay, Indien) ist eine indische Zahnärztin und Humanbiologin und Leiterin des National Institute of Dental and Craniofacial Research.

## Werdegang
D’Souza studierte Zahnmedizin und Humanbiologie an der Universität Bombay in Indien. Sie wurde 1977 Fachärztin für Oralchirurgie, operative Zahnheilkunde und Zahnfleischbehandlungen am Government Dental College and Hospital der Universität Bombay. Im Jahr 1985 promovierte sie an der School of Dentistry der University of Houston in den USA und schloss im gleichen Jahr dort ihren Master in Humanbiologie an der Graduate School of Biomedical Sciences ab. Sie promovierte dort auch 1987 in Humanbiologie. Von 1985 bis 2006 arbeitete und forschte sie am Health Science Center der University of Houston, unter anderem als Forschungsdirektorin in der Abteilung für Kieferorthopädie. Von 2006 bis 2012 war sie Professorin und Leiterin der Abteilung für Humanbiologie am Baylor College of Dentistry der Texas A&M University. Von 2013 bis 2020 war sie Professorin für Zahnmedizin und außerplanmäßige Professorin für Neurobiologie & Anatomie und Pathologie an der University of Utah in Salt Lake City. Von 2013 bis 2014 war sie dort zusätzlich Dekanin der Zahnärztlichen Hochschule und ab 2015  stellvertretende Leiterin der Abteilung für Forschungsangelegenheiten. Sie war von 2018 bis 2019 Präsidentin der International Association for Dental Research (IADR).
Seit 2020 leitet D’Souza das National Institute of Dental and Craniofacial Research.

## Forschung
D’Souzas Forschungsschwerpunkt ist die Integration moderner molekularbiologischer Methoden in die Zahnmedizin. Eines ihrer Forschungsfelder ist die Wiederherstellung verlorener oder erkrankter Zähne mittels Stammzellen und Tissue Engineering. Sie beschäftigt sich dazu mit Biomaterialien und Matrixstrukturen, wie z. B. Hydrogelen, die als Trägermaterial für neu gezüchtete Zahnzellen dienen können.
D’Souza hat darüber hinaus grundlegende entwicklungsbiologische und genetische Mechanismen der Zahnentwicklung aufgeklärt. Sie identifizierte eine Mutation in PAX9 als Ursache für autosomal-dominant vererbte Oligodontie, bei der Patienten ein Großteil der permanenten Zähne fehlt. Sie zeigte die unterschiedliche Rolle und Aktivierung von CBFA1 in der Osteoblasten- und Odentoblastendifferenzierung und den Effekt von DSPP auf die Mineralisierung des Dentins.

## Auszeichnungen
- 2017 Irwin D. Mandel Distinguished Mentoring Award der International Association for Dental Research[8]
- seit 2016 Gewähltes Mitglied der American Association for Dental Research[9]
- seit 2012 Mitglied der Nationalen Akademie der Wissenschaften Leopoldina[10]
- seit 2011 Gewähltes Mitglied der American Association for the Advancement of Science[11]
- seit 2010 Mitglied des American College of Dentists (F.A.C.D.)

- 2010 Presidential Award for Research Excellence des Texas A&M Health Science Center
- 2009 Innovation in Oral Care Award der International Association for Dental Research (IADR)
- 2005 Young Investigator Award der Pulp Biology Group der International Association for Dental Research (IADR)
- 2005 Mentor Award der National Student Research Group (NSRG) der American Association for Dental Research (AADR)
- 2002 Distinguished Scientist Award for outstanding contributions in Pulp Biology Research (Pulp Biology Research Award) der International Association for Dental Research (IADR)